# Lee Choo Neo
Lee Choo Neo (en chino simplificado, 李珠娘; pinyin, Lǐ Zhū Niáng: 李珠娘; pinyin: Lǐ Zhū Niáng; 7 de septiembre de 1895 - 7 de septiembre de 1947) fue la primera mujer que ejerció como doctora en Singapur.

## Trayectoria
En 1911, Lee Choo Neo se convirtió en la primera mujer peranakan en recibir el certificado Sénior de Cambridge, y en 1919 se graduó en la Universidad Médica Rey Eduardo VII de Singapur. Originalmente sirvió como ayudante de cirujano, supervisando a dos celadoras en el Hospital General. Sin embargo, en 1930 abrió su propia clínica de maternidad en Bras Basah Rd.
Además de su trabajo como médica, fue una de las fundadoras de la Asociación de Damas Chinas de Malaya (más tarde llamada Asociación de Mujeres Chinas), fundada en 1915, que recaudaba fondos para la guerra, enseñaba habilidades domésticas, introducía a las mujeres en deportes de exterior, y patrocinó una casa de rescate para mujeres maltratadas o en riesgo. Sirvió como secretaria honorífica de la Asociación durante muchos años. En 1925 fue invitada, junto a otras dos mujeres, al Comité de Matrimonio chino, el cual investigaba la necesidad de reformar las leyes sobre el matrimonio y divorcio chinos en los asentamientos peranakan. El Comité de Matrimonio Chino identificó que las mujeres deseaban poner fin a la poligamia, pero no así los varones; sus trabajos constituyeron un precedente al pasaje 1961 de la Carta de la Mujer, que ilegalizaba la poligamia.

## Vida personal
Su padre, Lee Hoon Leong, era un mercader. Su madre, Mak Hup Sin, era la segunda mujer de su padre. Lee Choo Neo fue también tía de Lee Kuan Yew, el primer Primer ministro de Singapur; su padre fue su medio-hermano Lee Chin Koon.
El Salón de la Fama de las Mujeres de Singapur fue creado en 2014 y Lee Choo Neo fue incluida ese mismo año bajo la categoría Salud.
Lee Choo Neo murió en 1947 a los 52 años, su tumba está localizada en Singapur en el cementerio chino Bukit Brown.